# Parque Monte Victoria
El parque Monte Victoria o parque forestal Monte Victoria es un parque forestal urbano ubicado en el distrito Centro de la ciudad de Málaga, en torno al monte Victoria.

## Descripción
El parque tiene una extensión de 312 000 metros cuadrados y una cota máxima de 193.5 metros sobre el nivel del mar. Limita al norte con los Montes de Málaga, al sur con el monte Gibralfaro, al este con el monte San Antón y al oeste con el cerro Calvario. La reciente urbanización de las colinas cercanas (Limonar Alto) ha aislado completamente este monte del cercano Parque Natural de los Montes de Málaga, lo que acarreará una pérdida de biodiversidad.[cita requerida]
La especie arbórea principal del parque es el pino carrasco, con ejemplares aislados de olivos, algarrobos, encinas y almeces. Entre su vegetación arbustiva destacan cantuesos, retamas, jaras, gamoncillos y bolinas. En la cima del monte Victoria se encuentran helechos, palmitos y gramíneas, como la avena, la espiguilla y el esparto. 
Entre la fauna presente en el parque se encuentran reptiles como los camaleones, las lagartijas ibéricas y las culebras; mamíferos como el erizo europeo, la musaraña gris, el ratón de campo o la ardilla roja; y aves como cárabo común, mirlos, herrerillos comunes, jilgueros, verdecillos o collalbas negras, presentes todo el año. Durante el verano es posible ver abubillas, golondrinas comunes, papamoscas gris, tórtolas y vencejos. En el otoño e invierno está presente el petirrojo, el estornino pinto y el águila calzada.

## Historia
El parque Monte Victoria fue llamado así por su proximidad al Santuario de la Victoria, patrona de la ciudad. En la década de los años cuarenta del siglo XX fue repoblado con pinos carrascos para evitar las escorrentías de lodos.
Junto al cerro San Cristóbal, antigua denominación del Monte Victoria, se encuentra el monte Calvario, donde la Orden de Frailes Mínimas consiguió unos terrenos para construir la actual Ermita del Calvario después de la toma de Málaga por parte de los Reyes Católicos. En 1656 se fundó la Hermandad del Monte Calvario y Vía Crucis. Actualmente existe una Vía Sacra que parte de un camino junto a la calle Amargura, discurre por el parque y termina en la ermita.

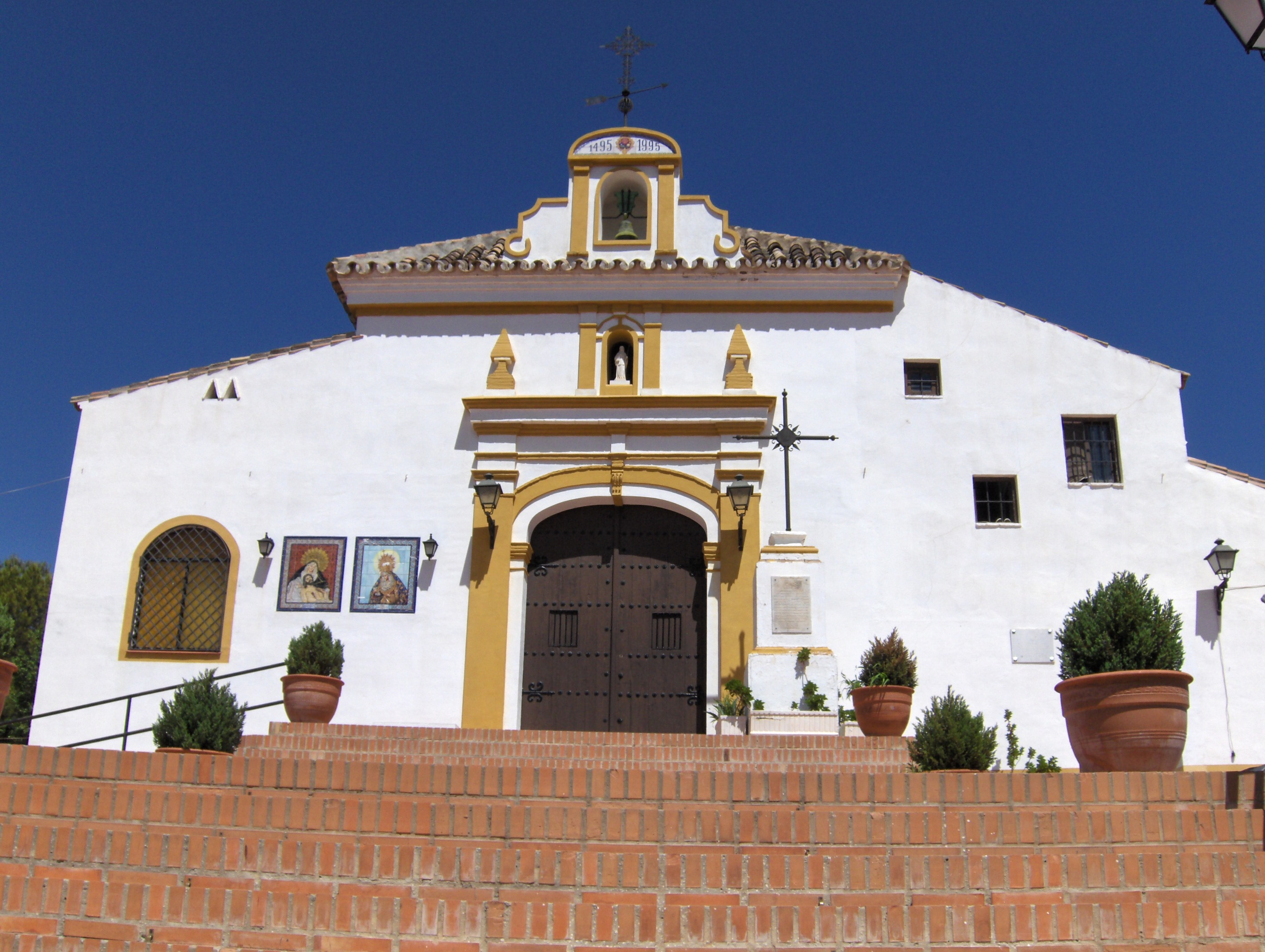
Ermita del Calvario, en los límites del parque